# Dózsa György emlékezete Erdélyben
Dózsa György emlékezete nemcsak a parasztvezér székely származása és az 1514-es parasztfelkelés helyi vonatkozásai, hanem az antifeudális polgári szemlélet kialakulása folytán is gyökeret vert Erdélyben. 1919 után a demokratikus népi irányzat, 1944 óta a szocialista forradalmi hagyományápolás illesztette jelképrendszerébe s emelte rangra mind az irodalomban, mind a képzőművészetben. Márki Sándor Dósa György és forradalma (Budapest, 1883) c. nagyszabású monográfiája Aradon, az átdolgozott 2. kiadás (Budapest, 1913) Kolozsvárt készült el. Franyó Zoltán szerint Ady táblai díjnok korában mindennap ott haladt el Temesvárt a Dózsa megégetése helyén emelt Mária-szobor mellett, s felveti a kérdést: "Vajon megelevenedett-e Ady lelkében ez a mélyen beágyazott temesvári emlék, amikor később forradalmian felviharzó, kemény Dózsa-verseit írta?" (Irodalomtörténeti Közlemények, Budapest, 1965/2).
A Dózsa-kultusz hazai kezdeteiben Márki Sándoré a kezdeményezés: Egy négyszázéves erdélyi eposz c. tanulmányában (Erdélyi Szemle, 1919. 659-60.) s Négyszázesztendős vers székely Dósa Györgyről c. közlésében (Ellenzék Naptára, Kolozsvár, 1921. 119-22.) hívja fel a figyelmet a honi Dózsa-hagyományra. Népi hagyomány táplálja a székely írócsoport szociális szenvedélyét: Kacsó Sándor Dósa útja c. novellájában (1927) sértett székely nemesek állnak a pártvezér mellé, Tamási Áron Szabad pályán c. elbeszélésében (1928) Dózsa György a székely népfelkelés álomjelenetében elevenedik meg s válik az író korának társadalmi radikalizmusát kifejező és erősítő jelképpé.
A demokratikus Románia megszületésével s a szocialista rendszerre való áttéréssel az 1514-es parasztforradalom mint a román és magyar jobbágytömegek közös megmozdulása került be a köztudatba. Dózsa György alakja bevonult az új román történetírásba is, s ez különleges lehetőséget nyitott a hazai haladó magyar emlékezésnek az együttélés hagyományává való szélesítésére. Különösen a Bánságban bontakozott ki Dózsa-kultusz: Ifjabb Kubán Endre cikkei ébresztették a Szabad Szóban, s a Bánsági Magyar Írók Antológiája (Temesvár, 1946) tette közzé Schiff Béla helytörténész A temesvári tüzestrón c. írását. A Magyar Népi Szövetség (MNSZ) 1947. november 20-án Temesvárt megkezdődött III. országos kongresszusa alkalmából Szemlér Ferenc Dózsa Temesvár előtt c. versével jelentkezett, s egy Dálnok községből, Dózsa feltételezett szülőfalujából érkezett küldöttség faragott emlékoszlopot helyezett el a kivégzés helyén. A temesvári műkedvelők ekkor mutatták be Sárközi György Dózsa-drámáját.
A Dózsa-alak megmintázása, megfestése is régi hagyomány Temesvárt. Már a két világháború között Gallas Nándor, Kóra-Korber Nándor, Lausch Gyula, Varga Albert, a második világháború óta pedig Szőnyi István, Orgonás András, Ferch Ferenc, újabban Jecza Péter, Kazinczy Gábor, Molnár Zoltán, Ughy István s a román Ciprian Radovan készítette el Dózsa szobrát és arcképét sokféle változatban. Egy országos pályázatot szobortervével Szobotka András nyert meg, Dózsa-szobrát 1979-ben Temesváron a dálnokiak kopjafája helyén fel is állították. A parasztforradalom és a parasztvezér ábrázolása országszerte művészi feladattá vált. Gy. Szabó Béla tüzeskoronás Dózsa-fametszete még 1944-es keltezésű. A sepsiszentgyörgyi Dózsa György Munkásklub épülete előtt 1958. május 1-jén leplezték le a marosvásárhelyi Kulcsár Béla Dózsa-mellszobrát. Szervátiusz Tibor előbb Dózsa népe c. faszobrával, majd koronázott Dózsa-fejével jelezte a témával való küzdelmének első szakaszát.
A Dózsa-emlék egyre mélyebben behatol a költészetbe is. Székely János Dózsa c. poémája (1. kiadás 1964) s benne a parasztvezér beszéde társaihoz "Temesvár előtt" nemcsak szépmíves voltában, hanem gondolati súlyával is korjelző alkotás, a hazai magyar Dózsa-kultusz méltó megnyilvánulása (Electrecord-lemezen, Nemes Levente előadásában, 1978). Újszerű, lelkiismeretbe maró Dózsa-versekkel találkozunk Páskándi Géza, Lászlóffy Aladár, Szilágyi Domokos, Vásárhelyi Géza lírájában, s amikor Dózsa György születésének fél ezredes évfordulójára készült az ország, Farkas Árpád Dózsa-ciklussal emlékezett (Parasztháborúk, A korona, Dózsa-arc).
A feltételezett születési év 500. évfordulójának előkészületei során már 1970-ben a Kovászna megyei Dálnokon emlékművet állítottak fel Plugor Sándor terve szerint; kovácsolt vaskerítése kiegyenesített kaszákat ábrázol, az emlékművet Jecza Péter Dózsa-domborműve díszíti. Az avatás alkalmából adta elő Nemes Levente színművész Székely János Dózsa-poémáját s ugyanekkor Fóris Pál dokumentumkiállítást rendezett művészi fotóiból. A folyóiratok Dózsára emlékeztek, a történettudomány korabeli álláspontját Dózsa György életútjáról c. alatt Pataki József ismertette (Korunk, 1971/8). Jecza Péter szobrászművész egyidejűleg Temesvárt a "fogalmi Dózsá"-t mutatta be, Szervátiusz Tibor pedig Kolozsvárt látomásszerű új Dózsa-szoborral jelentkezett.
Ugyancsak Szervátiusz Tibor volt Kósa Ferenc magyarországi filmrendező Ítélet c. – három országban forgatott – Dózsa-filmjének művészeti tanácsadója (1970); a film elkészítésében romániai részről Domokos Géza és Nicolae Țic működött közre. A magyar-román-szlovák koprodukció középpontjában Bessenyei Ferenc Dózsa-alakítása állt, a romániai művészek közül a diákot George Motoi, Zápolyát Csiky András, Dózsa Gergelyt Török István, Terézt, Dózsa szerelmét Sebők Klára, Dózsa édesanyját egy egyszerű széki öregasszony, Kiss Sára játszotta.
1976-ban Dálnok újabb ünnepi megemlékezés színhelye: főterén leplezték le Szobotka András és Anton Dîmboianu szobrászművészek közös alkotását, Dózsa György térdére támaszkodva messze tekintő, kardos bronzszobrát. Újabb Dózsa-kompozíció Tirnován Vid Memento c. "fakép"-e (1979).